# Danilo Astori
Danilo Astori, właśc. Danilo Ángel Astori Saragosa (ur. 23 kwietnia 1940 w Montevideo, zm. 10 listopada 2023 tamże) – urugwajski polityk lewicowy, senator, minister gospodarki i finansów od 2005 do 2008, lider ugrupowania Asemblea Uruguay. Wiceprezydent Urugwaju od 2010 do 2015.

## Życiorys
Urodził się w 23 kwietnia 1940 w Montevideo. W 1963 ukończył ekonomię i administrację na Uniwersytecie Republiki w Montevideo. W wyborach w 1989 ubiegał się o stanowisko wiceprezydenta u boku Liberena Seregnima. Uzyskał wówczas trzecie miejsce, zdobywając 23% głosów poparcia.
W 1994 utworzył socjaldemokratyczną partię Asemblea Uruguay, która z czasem stała się częścią lewicowej koalicji Szeroki Front (FA, Frente Amplio). Od 1 marca 1990 do 15 lutego 2005 Astori zasiadał w urugwajskim Senacie.
Po wygranych przez Szeroki Front wyborach parlamentarnych i prezydenckich z października 2004, Astori 1 marca 2005 objął stanowisko ministra gospodarki i finansów w gabinecie prezydenta Tabaré Vázqueza. Jako minister zwiększył wydatki budżetowe na opiekę zdrowotną, edukację i pomoc socjalną. Jest także zwolennikiem utrzymywania i zawierania układów handlowych z USA, UE, ChRL i Indiami.
W lutym 2008 wyraził zamiar wzięcia udziału w wyborach prezydenckich w październiku 2009. 18 września 2008 zrezygnował ze stanowiska ministra gospodarki i finansów, by przygotować się do walki o prezydenturę. 28 czerwca 2009 przegrał jednak prawybory Szerokiego Frontu z José Mujicą stosunkiem głosów 39,7% do 52,1%. 11 lipca 2009 Mujica wybrał Astoriego swoim kandydatem na stanowisko wiceprezydenta kraju.
Po zwycięstwie Mujicy w wyborach prezydenckich w 2009, Astori 1 marca 2010 objął stanowisko wiceprezydenta Urugwaju.